# Palpada diminuta
Palpada diminuta är en tvåvingeart som först beskrevs av Walker 1849.  Palpada diminuta ingår i släktet Palpada och familjen blomflugor. Inga underarter finns listade i Catalogue of Life.